# Terpna onerosa
Terpna onerosa là một loài bướm đêm trong họ Geometridae.